# Merve Özbey
Merve Özbey (Istanbul, 18 luglio 1988) è una cantautrice turca.

## Biografia
Nata nel 1988 a Istanbul da madre Serap Aras e da padre Ahmet Özbey, Merve è originaria di Erzurum. Ha studiato musica classica turca presso il conservatorio statale di musica dell'Università tecnica di Istanbul. Il suo talento è stato scoperto dalla cantante Ebru Gündeş, mentre la ascoltava al concerto di Utku, la quale le ha chiesto di eseguire qualche altra canzone e alla fine l'ha scelta come corista. Successivamente è diventata corista per i cantanti Demet Akalın, Bengü, Özcan Deniz, Ferman Toprak, Utku e Yaşar İpek. Mentre si esibiva da solista al lancio dell'album di Demet Akalın, ha conosciuto il produttore Erdem Kınay.
Nel 2012 è stato pubblicato il nuovo album di Kınay, Proje e Özbey ha riscosso popolarità dopo essere apparsa nella canzone Duman. Nel 2013 Kınay ha pubblicato l'album Proje 2 e Özbey è apparsa nella canzone Helal ettim. Dopo aver pubblicato alcune canzoni con Kınay, Özbey ha deciso di lavorare al suo primo album da solista. Nel luglio 2015 ha pubblicato il suo primo album, Yaş hikayesi. Nel 2019 ha pubblicato il suo secondo album, Devran.

## Vita privata
Merve Özbey dal 9 febbraio 2020 è sposata con l'imprenditore Kenan Koçak. La coppia ha avuto una figlia, Elif, nata nel 2021 e un figlio, Emir, nato nel 2022.

## Discografia

### Album in studio
- 2015 – Yaş hikayesi
- 2019 – Devran

### Singoli
- 2021 – Yerle yeksan
- 2021 – Kendine dünya
- 2022 – Durum çok acil (con Sinan Akçıl e Mustafa Ceceli)
- 2022 – Kararsın dünyam
- 2022 – Kaptan (con Emrah Karaduman)
- 2022 – Haram
- 2023 – Sahi
- 2023 – Bir imkansız var (con Emrah Karaduman)
- 2024 – Zümrüdüankam
- 2024 – Ne olur (con Bilal Sonses)
- 2025 – Bir ateşe attın beni
- 2025 – Geçsin yıllar (con Oğuzhan Koç)

### Collaborazioni
- 2017 – Boynun borcu (Erdem Kınay feat. Merve Özbey)